# 碧江乌头
碧江乌头（学名：Aconitum tsaii）为毛茛科乌头属下的一个种。

## 扩展阅读
- 維基物種上的相關：碧江乌头